# Зорро (фильм)
«Зорро» (итал. Zorro, 1975) — франко-итальянский вестерн, Фильм плаща и шпаги с Аленом Делоном в главной роли.

## Сюжет
Действие фильма происходит в одной из южноамериканских провинций. На глазах у испанца Диего трое наёмных убийц убивают его давнего друга Мигеля, который должен был стать губернатором провинции Новый Арагон. Диего обещает умирающему Мигелю, что он отомстит за его смерть, но Мигель просит Диего (лучшего фехтовальщика Старого Света) дать клятву, что новый губернатор не будет проливать кровь.
Заручившись губернаторским перстнем и верительной грамотой, герой под видом Мигеля приезжает в Новый Арагон и становится губернатором, изображая бестолкового и трусоватого неженку. Он быстро обнаруживает, что власть в этой испанской колонии узурпирована жестоким полковником Уэртой, по тайному приказу которого и был убит его лучший друг. Народ провинции жестоко угнетают солдаты Уэрты. Диего решает противостоять произволу полковника с помощью двойной игры.
Облачившись в чёрный плащ, шляпу и маску, он под видом Зорро (по местным поверьям, так зовут духа чёрной лисицы, который принесёт народу свободу) появляется в городе и наказывает нечестных судей, жестоких солдат и обманщиков-торговцев, защищая простой народ.

## В ролях
- Ален Делон — Диего де ла Вега / Зорро
- Оттавия Пикколо — Ортенсия Пулидо де Оливидадес (кузина Мигеля, подруга Зорро)
- Стэнли Бейкер — полковник Уэрта
- Мусташ[англ.] — сержант Гарсия
- Энцо Черузико — Бернардо (немой слуга Мигеля и Диего)
- Адриана Асти — Карменсита (тётушка Мигеля)
- Джакомо Росси-Стюарт — капитан Фриц Фон Меркель (адъютант губернатора)
- Джампьеро Альбертини — брат Франциско (священник)
- Марино Мазе — Мигель Вега де ла Серна (несостоявшийся губернатор Нового-Арагона)
- Райка Юрчек — Мария (супруга убитого губернатора)
- Иван Шиффр —  эпизодическая роль одного из бандитов
- Паулино Рита — Чико

- Песню композиторов братьев Гуидо и Маурицио Де Анжелис «Zorro is Back» исполняют авторы.

## Кинопрокат в СССР
- Список лидеров советского кинопроката : В 1976 году фильм вышел в кинопрокат СССР (дублирован на к/ст «Союзмультфильм»), и его посмотрели 55,3 млн. человек.[1]